# Tele Świat
Tele Świat Cyfrowy (wcześniej jako TeleKino i Tele Świat) – ogólnopolski magazyn telewizyjny (dwutygodnik) wydawany przez wydawnictwo Bauer.
Zawiera ramowy program telewizyjny na 2 tygodnie dla 103 stacji TV. Oprócz treści dotyczących repertuaru telewizyjnego zawiera również nowinki telewizyjno-filmowe oraz te dotyczące życia gwiazd.
14 września 2009 roku ukazał się ostatni numer Tele Świata w formie tygodnika. W formie dwutygodnika ukazuje się od 21 września tego samego roku.